# کنتا کاتو
کنتا کاتو (انگلیسی: Kenta Kato؛ زادهٔ ۱۹ ژوئن ۱۹۸۷) بازیکن فوتبال اهل ژاپن است.